# Кисличные
Кисли́чные, или Кислицевые (лат. Oxalidáceae) — семейство двудольных растений, входящее в порядок Кисличноцветные, объединяющее по современной классификации APG IV по состоянию на декабрь 2023 года 5 родов и 660 ботанических видов.
Большинство видов — многолетние травянистые растения с мясистыми клубеньками или луковичками, но встречаются также кустарники, небольшие деревья и крупные древовидные лианы. Листья очередные, пальчато- или перистосложные, без прилистников. Цветки в соцветиях или одиночные, обоеполые, пятичленные. Чашелистики черепитчатые, свободные. Иногда лепестки при основании сросшиеся. Тычинок 10 со сросшимися при основании нитями. Нектарный диск отсутствует. Гинецей из 5 сросшихся плодолистиков с головчатыми рыльцами. Формула цветка:  {\displaystyle \ast Ca_{5}\;Co_{5}\;A_{10}\;G_{({\underline {5}})}}.
Плод — коробочка или ягода. Семена с обильным эндоспермом.
Представители семейства присутствуют почти во всех наземных биомах, однако наибольшее разнообразие встречается в тропических и субтропических областях, особенно в Южной Африке, в Центральной и Южной Америке. Немногие виды, например, кислица обыкновенная (Oxalis acetosella), встречаются в более прохладных областях, в том числе и в России.
Растениям семейства присущи никтинастические движения цветков и листьев (эти органы в темноте складываются, а на свету расправляются).

## Классификация

### Таксономическое положение
- Oxalidaceae R.Br., 1818, Narr. Exped. Zaire 433

Семейство Кисличные относится к порядку Кисличноцветные (Oxalidales) последовательно входящему в более крупные клады  Фабиды → Розиды → Суперрозиды → Эвдикоты → Цветковые растения. Таксономическая схема в соответствии с Системой APG IV по состоянию на декабрь 2023 года:
|  |                          |  |                                   |                         |                     |  | еще 6 семейств |         |  |           |
|  |                          |  |                                   |                         |                     |  |                |         |  |           |
|  |                          |  |                                   | порядок Кисличноцветные |                     |  |                |         |  |           |
|  |                          |  |                                   |                         |                     |  |                |         |  | 660 видов |
|  | клада Цветковые растения |  |                                   |                         | семейство Кисличные |  |                | 5 родов |  |           |
|  | клада Цветковые растения |  |                                   |                         |                     |  |                | 5 родов |  |           |
|  |                          |  | ещё 63 порядка цветковых растений |                         |                     |  |                |         |  |           |
|  |                          |  |                                   |                         |                     |  |                |         |  |           |

### Роды
Семейство состоит из пяти родов:
- Averrhoa L. — Аверроа
- Biophytum DC. — Биофитум
- Dapania Korth. — Дапания
- Oxalis L. typus — Кислица
- Sarcotheca Blume

В квадратных скобках указан номер персональной страницы рода на сайте Germplasm Resources Information Network.